# 파키스탄 총독
파키스탄 지사 혹은 파키스탄 총독은 파키스탄이 영연방 내의 입헌군주국이었을 때 영국의 군주를 대리하는 직위였다. 1947년 영국령 인도 제국이 독립, 인도 자치령(흔히 인도 연방이라고 한다)와 파키스탄 자치령으로 분할될 때 생겨났다. 파키스탄이 1956년 헌법을 개정하여 국가 정체를 공화국으로 바꾸면서 총독직은 사라지게 된다.

## 역사
파키스탄은 대영제국으로부터 1947년 독립을 획득했다. 1947년 인도 독립법에 의거하여 새로운 영연방 내의 자치령에 영국의 군주를 대리할 지사직(이 문서에서는 총독으로 모두 통일하겠다.)이 생성되었다. 파키스탄 의회에서 독립 이후 신헌법을 만드는 것이 계속 연기되고 있었기 때문에, 새로운 파키스탄 자치령은 1935년의 1935년 인도 정부 조례에 의거, 그것을 약간 발전시켜서 파키스탄의 총독에게 인도 총독이 수행하는 직무를 맡기고 있었다. 파키스탄의 총독은 한편 파키스탄의 총리의 조언에 따라 지명되고 있었다.
파키스탄 건국 공로로 인해 파키스탄 사람들에게 위대한 지도자로 불리는 무하마드 알리 진나는 루이 마운트배튼 경에게 이렇게 말했다. "내가 총독이라면 총리는 제가 지시한 것을 그대로 따를 것입니다." 파키스탄의 독립 이후 지나는 총독에 임명되었으며, 1948년 그가 사망할 때까지 파키스탄의 초대 총독을 지냈다. 그의 후계자인 말리크 굴람 무함마드는 영연방의 총독 중 가장 큰 권력을 휘둘러서 여러 총리들을 물러나게 하기도 했다.
총독직은 이스칸데르 미르자가 1956년 헌법을 개정하고 파키스탄 이슬람 공화국의 초대 대통령이 되면서, 소멸되었다.

## 목록
| 이름 | 이름               | 초상 | 임기 시작        | 임기 종료        | 수명                                | 소속 정당   |
| ---- | ------------------ | ---- | ---------------- | ---------------- | ----------------------------------- | ----------- |
| 1    | 무하마드 알리 진나 |      | 1947년 8월 15일  | 1948년 9월 11일  | 1876년 12월 25일 – 1948년 9월 11일  | 무슬림 연맹 |
| 2    | 카와자 나지무딘 경 |      | 1948년 9월 14일  | 1951년 10월 17일 | 1894년 7월 19일 - 1964년 10월 22일  | 무슬림 연맹 |
| 3    | 말릭 굴람 무함마드 |      | 1951년 10월 17일 | 1955년 10월 6일  | 1895년 4월 20일 - 1956년 9월 17일   | 무소속      |
| 4    | 이스칸데르 미르자  |      | 1955년 10월 6일  | 1956년 3월 23일  | 1899년 11월 13일 - 1969년 11월 12일 | 공화당      |

## 같이 보기
- 인도 총독
- 파키스탄의 대통령 목록
- 파키스탄의 대통령